# Alberto Blanc

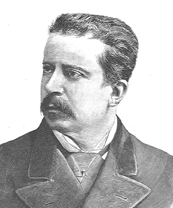

Alberto de Blanc, född 10 november 1835 i Chambéry, död 31 maj 1904 i Turin, var en italiensk baron, diplomat och politiker. 
Blanc studerade juridik i Turin och inträdde 1860 i sardinska utrikesministeriet. Åren 1867–1868 var han italienskt sändebud i Wien samt kom 1871 i samma egenskap till Bryssel, 1875 till Washington, D.C., och 1880 till München. Åren 1881–1883 var han generalsekreterare i italienska utrikesministeriet, 1884–1886 sändebud i Madrid och 1886–1891 i Konstantinopel. Han blev senator 1892 och övertog i slutet av 1893 utrikesministerportföljen, men trädde tillbaka jämte Francesco Crispi i mars 1896 efter det katastrofala italienska nederlaget i slaget vid Adua i det abessinska kriget. Blanc utgav Correspondance diplomatique du comte Joseph de Maistre (två band, 1860).